# 安斎伸彰
安斎 伸彰（あんざい のぶあき、1985年8月19日 - ）は、日本棋院東京本院所属の囲碁棋士。八段。埼玉県出身、宋光復九段門下。主な実績に第74期本因坊戦リーグ入り、第36期新人王戦準優勝、第23回富士通杯ベスト16など。

## 経歴
4歳の頃、母親に勧められて囲碁を始めた。家族に囲碁を打つ人はいなかったが、オセロが強かったことから、オセロに似た囲碁をやってみてはどうかと母に勧められたのだという。その後は近所の囲碁クラブなどで指導を受けていたが、後に宋光復九段を紹介され、宋の指導を受けるようになる。
小学5年生時より日本棋院東京本院の院生となる。1999年、中学2年生時の棋士採用試験では本戦に進出できたものの、6勝21敗の成績に終わった。この経験により危機感を強め、より囲碁の勉強に励むようになったことを後に語っている。2001年の棋士採用試験では本戦で19勝6敗1無勝負の成績を残したが、無勝負の1局の打ち直し局で敗れ、1勝差で合格を逃す。翌2002年の棋士採用試験では23勝4敗で1位となり試験に合格。2003年4月、17歳で入段。
プロ入り2年目の2004年には25勝10敗の好成績を残した。
2005年には第14期竜星戦で決勝トーナメント進出を果たした（1回戦で小林覚九段に敗退）。
2006年には第31期新人王戦でベスト4、第1回若鯉戦（非公式戦）でベスト4、第3回中野杯（非公式戦）で3位 など、若手棋戦で好成績を残す。2007年にも第2回若鯉戦でベスト4、2008年には第3回若鯉戦で準優勝。
2010年の第23回富士通杯では、予選を勝ち上がり日本代表の1名として本戦に出場。1回戦で台湾の陳詩淵八段に勝利したものの2回戦で韓国の李世乭九段に敗退、ベスト16となった。
2011年5月、非公式棋戦の第2回おかげ杯で優勝。また、第36期新人王戦でも決勝三番勝負まで進出したものの、同年9月26日、村川大介七段に0勝2敗で敗れ初タイトル獲得はならなかった。
2012年5月、第3回おかげ杯で優勝、連覇を果たす。また、第38期天元戦では本戦で趙治勲二十五世本因坊、山城宏九段、山下敬吾名人、王銘琬九段を下し挑戦者決定戦まで進出したが、9月20日、河野臨九段に敗退。挑戦手合初出場はならなかった。
2014年には第62期王座戦本戦で準決勝まで進出（準決勝で林漢傑七段に敗退）。また、第70期本因坊戦では最終予選決勝まで進出したが柳時熏九段に敗れ初の三大棋戦リーグ入りを逃す。
2018年、第74期本因坊戦最終予選で村川大介八段、片岡聡九段、王立誠九段を退け初のリーグ入りを果たした。リーグ戦では0勝7敗の陥落。名人戦においても2020年に最終予選を制して第46期リーグ入りを果たし、芝野虎丸王座から白星を挙げるなどしたものの、3勝5敗で序列により陥落を喫した。
2022年、第70期王座戦で再び本戦準決勝に進出したが、余正麒八段に敗れ本戦ベスト4。第5回SGW杯中庸戦では優勝者決定戦まで進出したものの、鶴山淳志八段に敗れ2位。

## 人物
- オセロでも四段ほどの実力を有する。また、将棋の実力は対戦アプリ「将棋クエスト」で7級ほど。一方で9路盤の囲碁にも造詣が深く、2018年には9路盤を徹底的に研究した書籍『9路盤完全ガイド』を執筆している。同2018年には囲碁（9路盤）・将棋・オセロの3種目で競う一般の大会「トライボーディアン」に出場し、囲碁棋士の山田晋次や芝野龍之介、オセロの世界ランカーらを抑えて優勝している[21][22]。
- 2018年頃から囲碁AIを用いた研究も取り入れており[22]、囲碁AI関連の著書も多数。初のリーグ入りを果たした2018年第74期本因坊戦最終予選でも囲碁AIで研究した変化が勝ちに結びついたことを語っている[22]。

## 棋歴

### 良績等
- 富士通杯 ベスト16（第23回）
- 名人戦 リーグ入り（第46期）
- 本因坊戦 リーグ入り（第74期）
- 王座戦 本戦準決勝進出（第62期、第70期）
- 天元戦 挑戦者決定戦進出（第38期）
- 碁聖戦 本戦ベスト8（第39期）
- 新人王戦 準優勝（第36期）、ベスト4（第31期）
- おかげ杯（非公式戦） 優勝（第2 - 3回）、準優勝（第4回、第7回）
- 若鯉戦 準優勝（第3回、当時は非公式戦）、ベスト4（第1 - 2回、同）
- SGW杯中庸戦 2位（第1回、第5回。第1回は非公式戦）

### 昇段履歴
- 2003年4月1日 入段
- 2004年 二段（勝星規定）
- 2006年4月1日 三段（賞金ランキング）
- 2007年4月1日 四段（賞金ランキング）[23]
- 2008年4月1日 五段（賞金ランキング）[24]
- 2009年1月1日 六段（賞金ランキング）[25]
- 2014年11月28日 七段（勝星規定）[26]
- 2022年9月27日 八段（勝星規定）[27]

## 著書
- 『基本定石の周辺 定石その後の進行を学ぶ』 日本棋院 2016年2月3日
  - 2013年から2015年にかけて安斎が『碁ワールド』で連載した講座を書籍化したもの。
- 『あなたの碁を劇的に変える! 捨て石の技法』 囲碁人ブックス  2017年3月15日
- 『囲碁AIが変えた 新しい布石・定石の考え方』 囲碁人ブックス  2018年1月17日
- 『決定版!  囲碁 9路盤完全ガイド』 囲碁人ブックス 2018年10月12日、新版2022年2月15日
- 『シンプルで勝ちやすい! 誰でも使える囲碁AI流作戦』 囲碁人ブックス 2019年6月21日
- 『囲碁AIが教える 中盤の良い手と悪い手』 囲碁人ブックス  2020年2月12日
- 『すぐに使える! 囲碁AI流の奇襲・仕掛け集』 囲碁人ブックス  2021年3月11日